# Biển Tasman

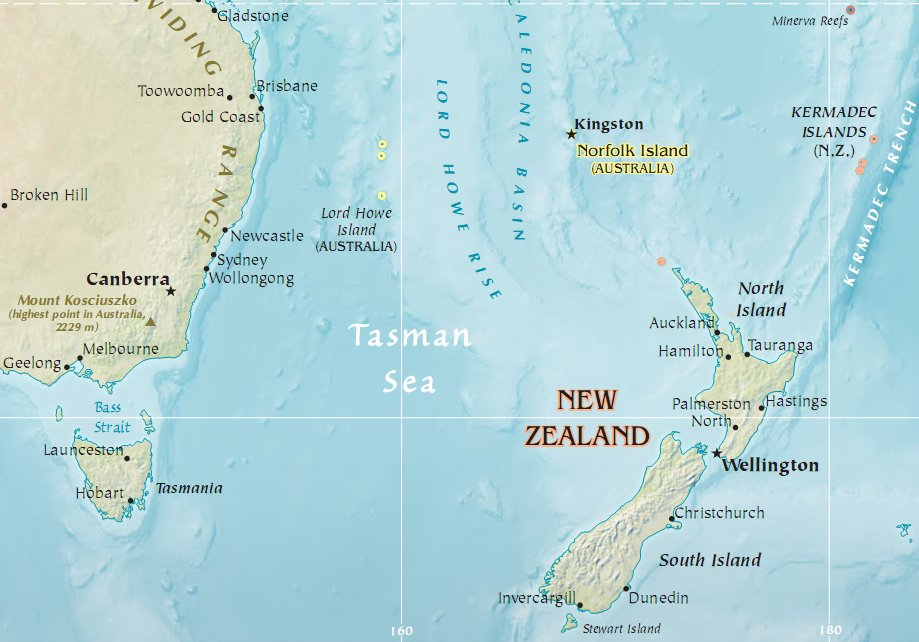
Bản đồ biển Tasman

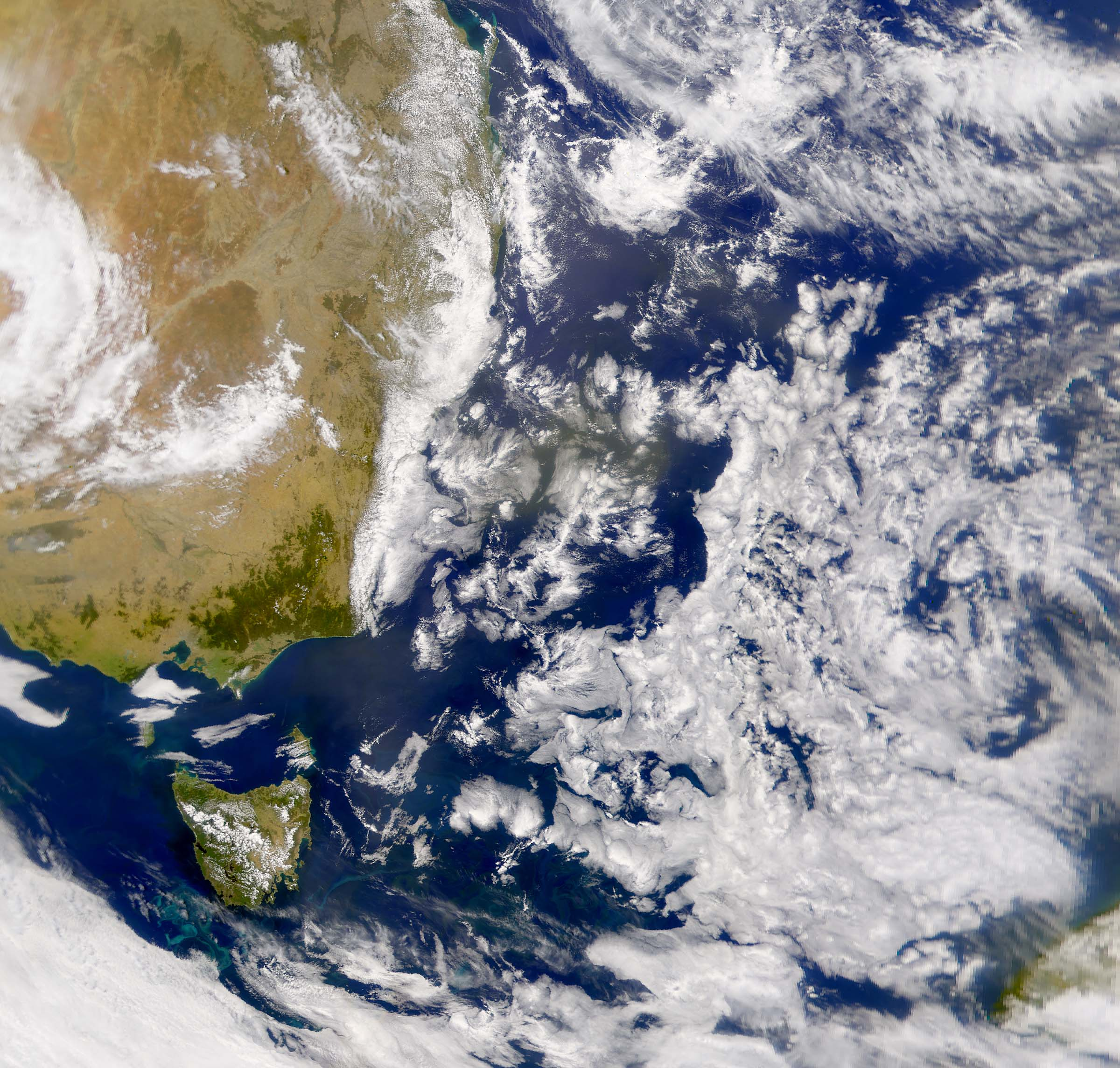
Hình biển Tasman chụp từ vệ tinh

Biển Tasman là vùng biển rộng giữa Úc và New Zealand, khoảng 2.000 km (1.250 dặm). Đây là một đoạn tây nam của khu Nam Thái Bình Dương. Biển này được đặt theo tên nhà thám hiểm Hà Lan Abel Janszoon Tasman, người châu Âu đầu tiên đã tới New Zealand và Tasmania. Sau đó thuyền trưởng James Cook, nhà thám hiểm người Anh đã lái tàu đi khắp biển Tasman trong thập niên 1770 trong lần du hành thám hiểm đầu tiên của ông ta.
Biển Tasman được Tổ chức Thủy văn quốc tế (International Hydrographic Organization) cho là gồm cả vùng nước ở phía đông của các bang New South Wales, Victoria và Tasmania. Bang Queensland ở phía bắc gần Biển San hô, cùng ranh giới giữa bang New South Wales và bang Queensland cũng được dùng làm ranh giới giữa 2 biển nói trên.
Biển Tasman Sea có một sống đại dương (mid-ocean ridge = dãy núi dưới lòng biển) từ khoảng 85-55 triệu năm trước, khi (lục địa) Úc và Zealandia (tức New Zealand) tách riêng ra trong đợt nứt vỡ siêu lục địa Gondwana.
Biển Tasman có một số nhóm đảo giữa biển, hoàn toàn cách ly với các đảo gần bờ biển Úc và New Zealand:
- Đảo Lord Howe và các đảo nhỏ phụ thuộc
- Ball's Pyramid
- Đảo Norfolk, ở phía cực bắc của biển Tasman, giáp ranh Biển San hô

Nhóm đảo này trực thuộc Úc.
Biển Tasman Sea có biệt danh là The Ditch, tức qua biển nghĩa là từ Úc tới New Zealand hoặc ngược lại.